# 레오나르두 아라우주
레오나르두 나시멘투 지 아라우주(포르투갈어: Leonardo Nascimento de Araújo, 1969년 9월 5일 ~ )는 브라질 국가대표 출신의 축구 감독, 현 파리 생제르맹의 단장이다.

## 감독 경력
인테르나치오날레의 감독으로 부임하기 전 밀란에서 선수, 스카우트, 감독을 역임했던 밀라니스타였다. AC 밀란에서 감독을 맡게 될 당시에도 스카우트였다. 스카우트로 일할 당시 브라질 커넥션을 담당했으며 그의 이상대로 브라질 스타들이 차례로 밀란에 입성함으로써 브라질리언 축구 스타일을 밀란에 접목할 수 있게 된다. 이 때 카카, 알렉샨드리 파투, 티아구 시우바 등이 그가 데려온 브라질 선수들이다.
사실 레오나르두는 이 당시 감독 자격증이 없었다. 때문에 그와 관련하여 감독을 못 할 상황이었으나, 그가 브라질 대표팀에 있을 당시 월드컵에서 우승을 했었고, 그 경력으로 감독을 할 수 있게 되었다. 하지만 밀란 감독을 사임하며(사실상 구단 수뇌부와의 불화로 인한 경질) 불과 6개월 뒤 바로 라이벌 팀인 인테르나치오날레 감독으로 가게 됨으로써 많은 밀란 팬들이 유다보다 최악이라며 비난하는 입장으로 돌아서게 된다. 그러나 그런 비난을 받으면서도 부진에 빠진 인테르를 2위로 올려놓는데 성공했다.
그의 전술적 특성으로는 공격축구를 하여 골을 많이 넣는 편이라는 것인데, 반대로 수비 라인 조직과 관련한 약점이 문제점으로 지적되며 그로 인해 빅 매치에서 고전하는 경우가 많다. 대신 선수단 독려를 잘 하고 그에 따라 선수들의 기량을 끌어올리는 데 일가견이 있다. 때문에 밀란에서 떠나기 직전 시즌의 호나우지뉴처럼 그의 체제 안에서 부활한 선수들도 많다.

## 단장 경력
결국 인테르에서 6개월만에 사임하고 파리 생제르맹 FC의 단장이 되어 다시 그가 원래 하던 스카우트 일에 전념할 수 있게 되었다.

## 수상

#### 클럽
- 브라질 전국 리그 : 1987
- 코파 두 브라실 : 1990
- 인터컨티넨탈컵 : 1993
- 레코파 수다메리카나 : 1993, 1994
- 수페르코파 수다메리카나 : 1993
- J리그 : 1996
- 세리에 A : 1998-99
- 코파 이탈리아 : 2002-03

#### 국가대표
- FIFA 월드컵 : 1994
- 코파 아메리카 : 1997
- FIFA 컨페더레이션스컵 : 1997

#### 감독
- 코파 이탈리아 : 2010-11

#### 개인
- 볼라 지 프라타: 1991
- AC밀란 명예의 전당
- 골든풋 : 2018